# Kciuk

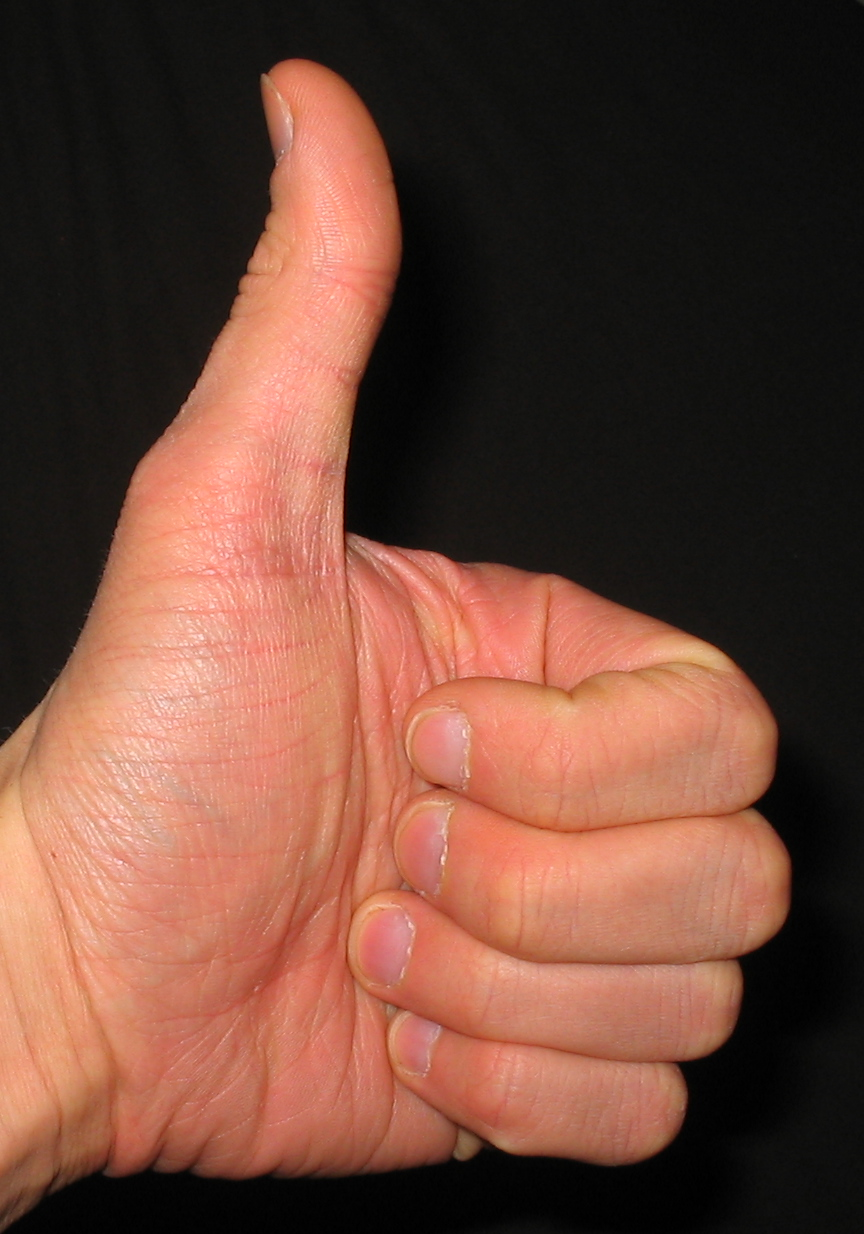
Lewa dłoń z odchylonym kciukiem

Kciuk (łac. pollex) – u naczelnych pierwszy palec ręki przeciwstawny czterem pozostałym. Od pozostałych palców różni się także tym, że składa się z dwóch, a nie trzech paliczków – w tym podobny jest do palucha stopy. Kciuk zapewnia chwytność dłoni. 

## Etymologia
Pierwotnie w języku polskim kciuk nazywany był palcem – stąd zgrubienie paluch i powiedzenie: Sam jak palec. Zaś pozostałe palce określane były formą pochodną o prasłowiańskiego *pьrstъ (por. cz. prst, chorw. prst czy lit. pirštas) – stąd słowa naparstek i pierścień. 
Zmiana nazwy nastąpiła pod wpływem religii chrześcijańskiej. Kciuk jest bowiem palcem używanym w trakcie obrzędu chrztu do kreślenia znaku krzyża na czole, stąd powstały dawne formy krzciuk skrócone do współczesnej kciuk.